# Buddy Bär

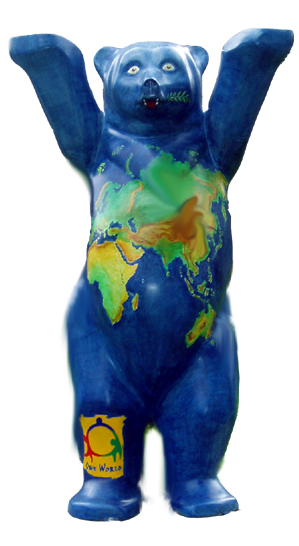
Buddy Bär

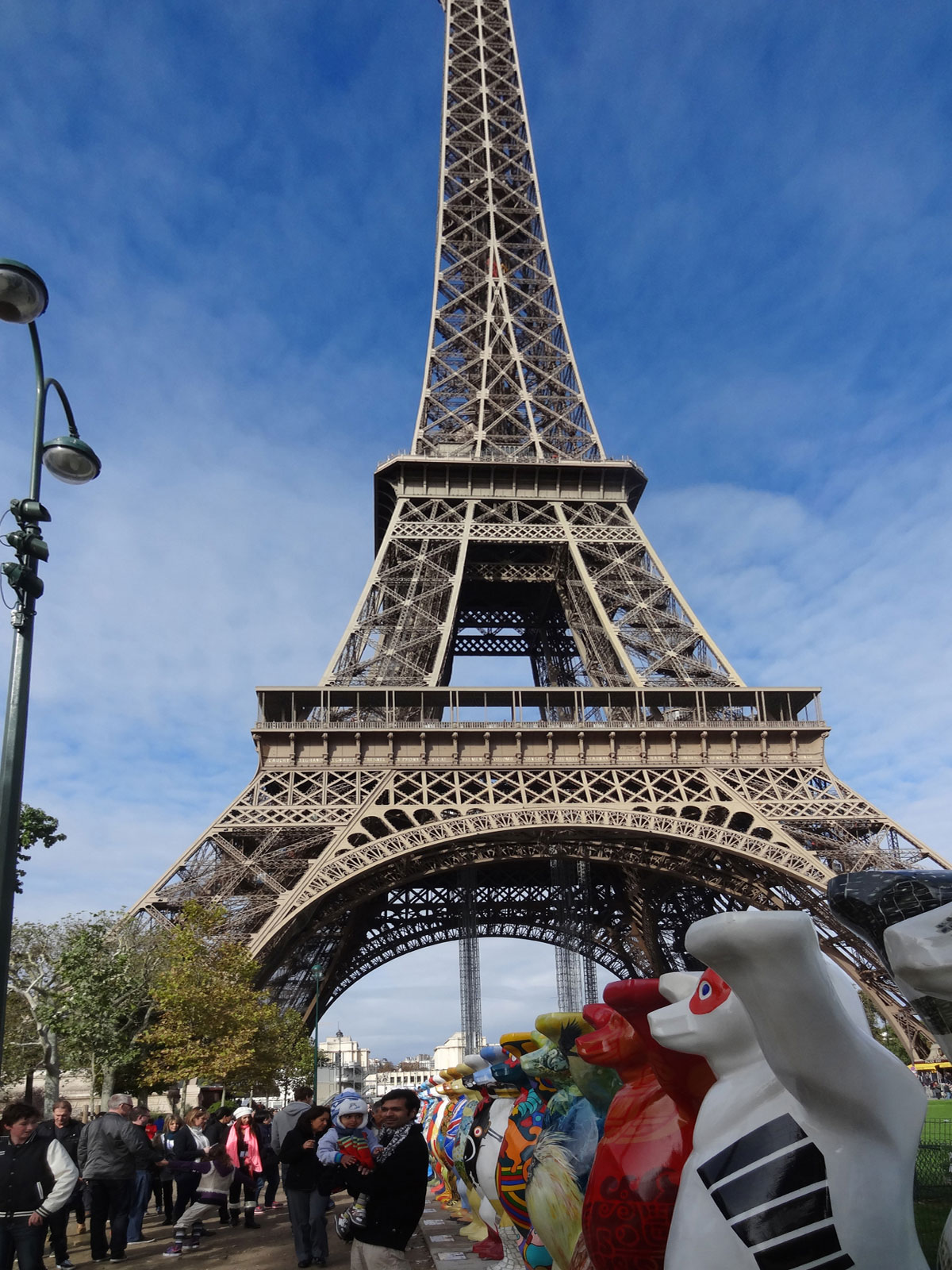
United Buddy Bears
Paris 2012

Buddy Bär ("Kompisbjörn") är en samling av konstgjorda björnar som är uppställda runt om i Berlin. Varje björn är individuellt målad. Det hela startade 2001 då Eva och Klaus Herlitz initierade en kampanj där omkring 350 björnar målades av olika konstnärer och ställdes ut på olika håll i hela Berlin. Målet var att få in pengar till hjälporganisationer och företag, föreningar och enskilda personer stödde kampanjen. Framgångarna gjorde att kampanjen förlängts och nya björnar har tillkommit. 

## United Buddy Bears

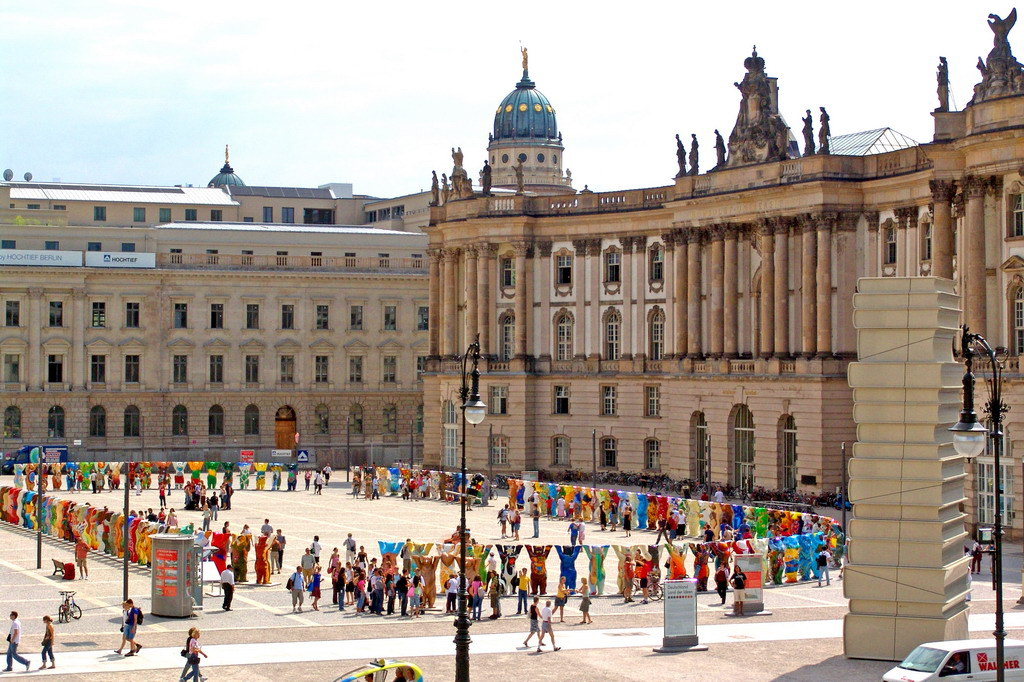
United Buddy Bears
Berlin 2006

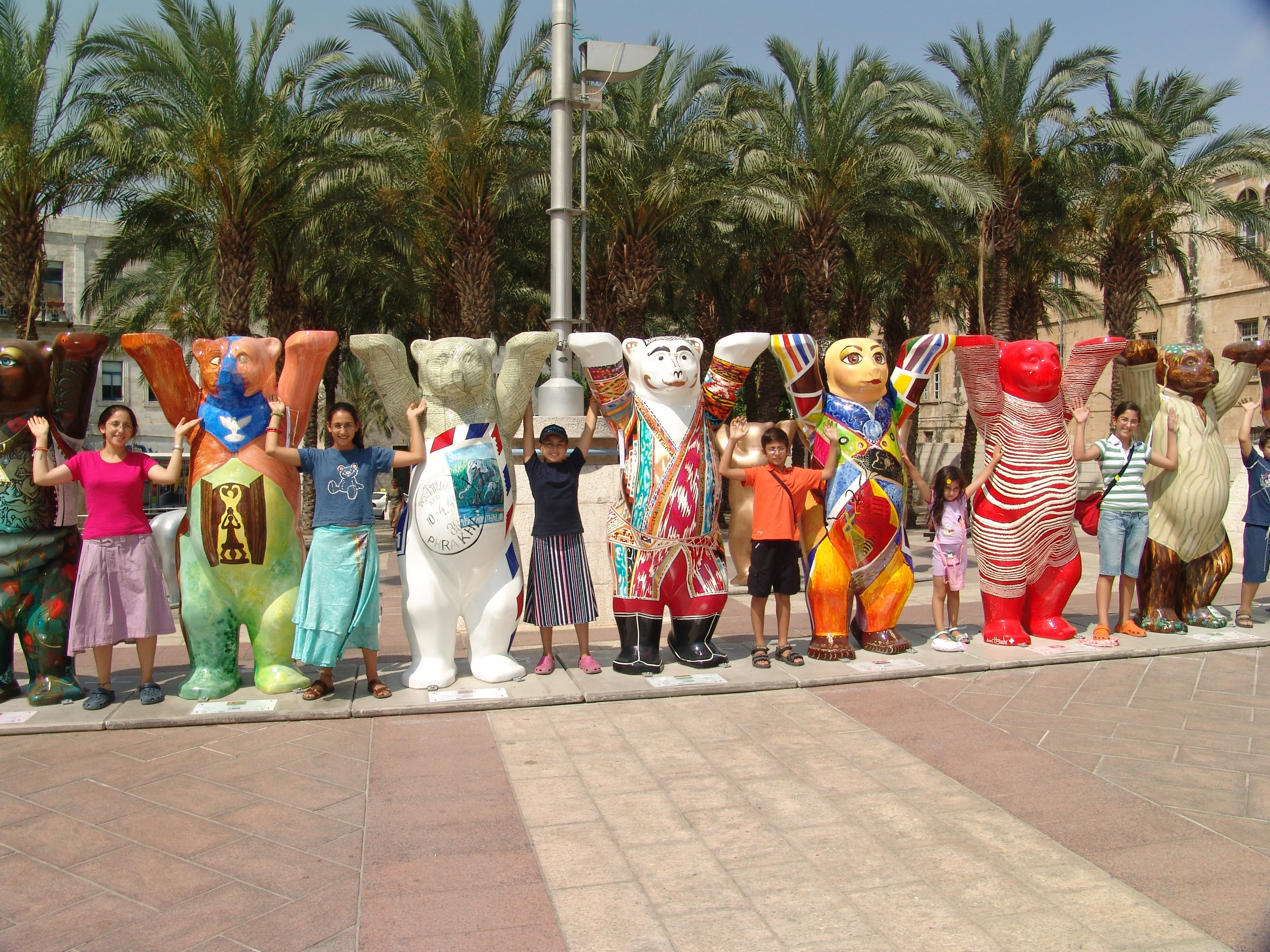
United Buddy Bears
Jerusalem 2007

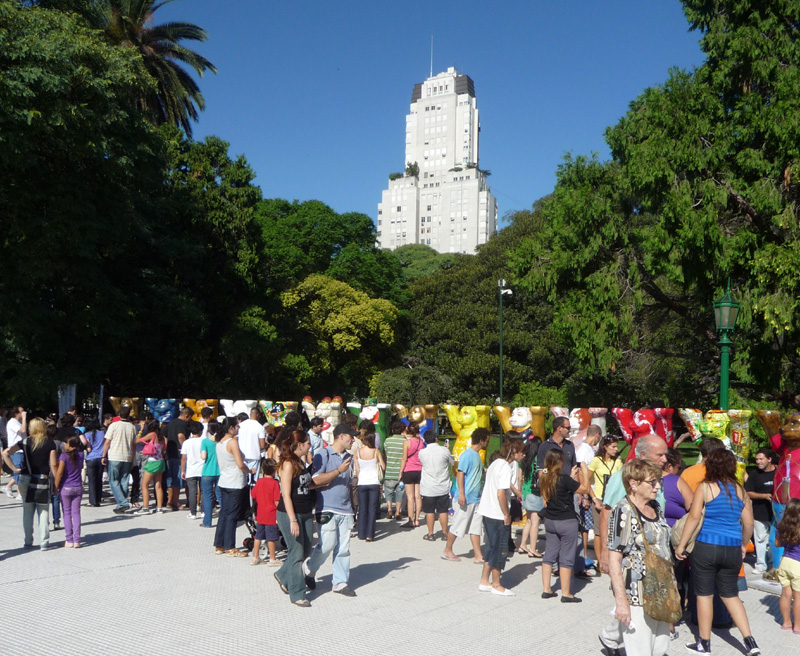
United Buddy Bears
Buenos Aires 2009

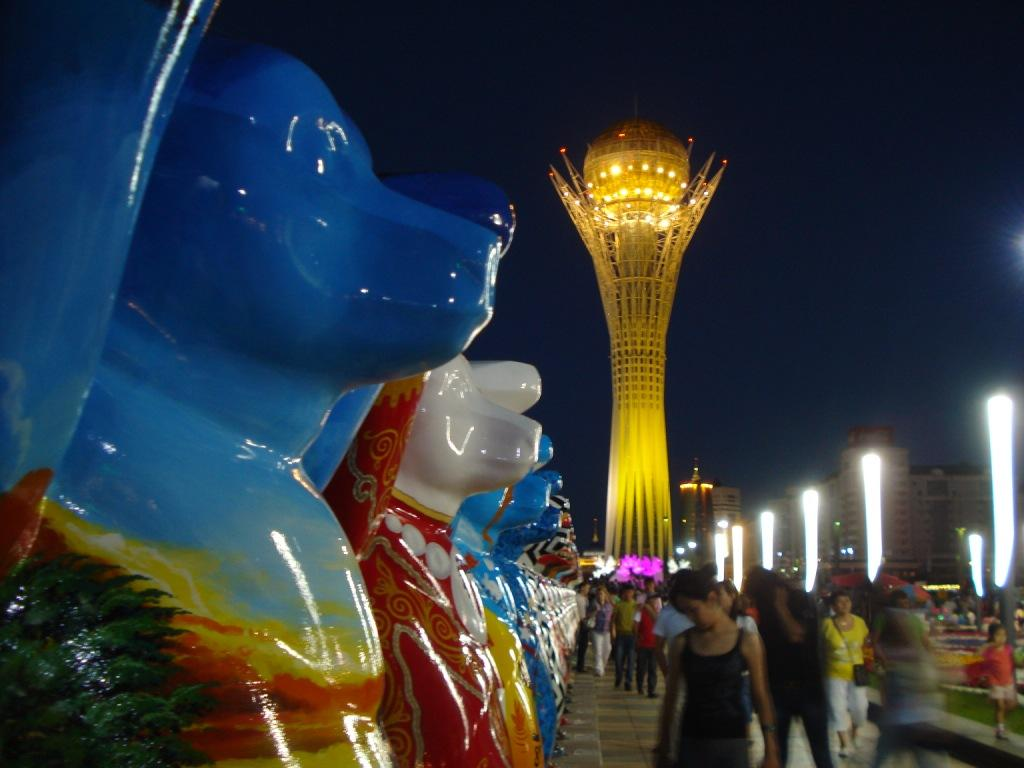
United Buddy Bears
Astana (Kazakstan) 2010

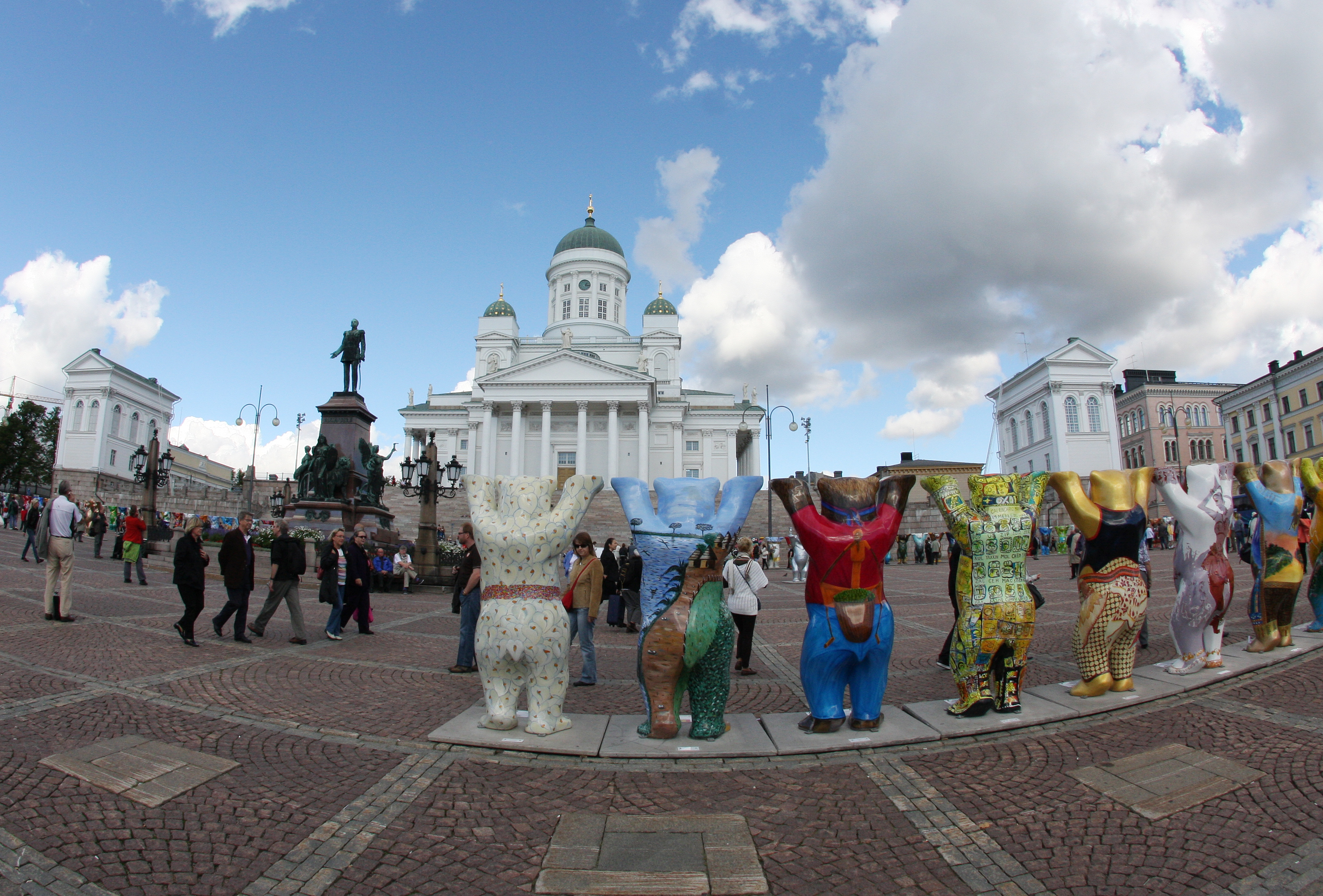
United Buddy Bears
Helsinki 2010

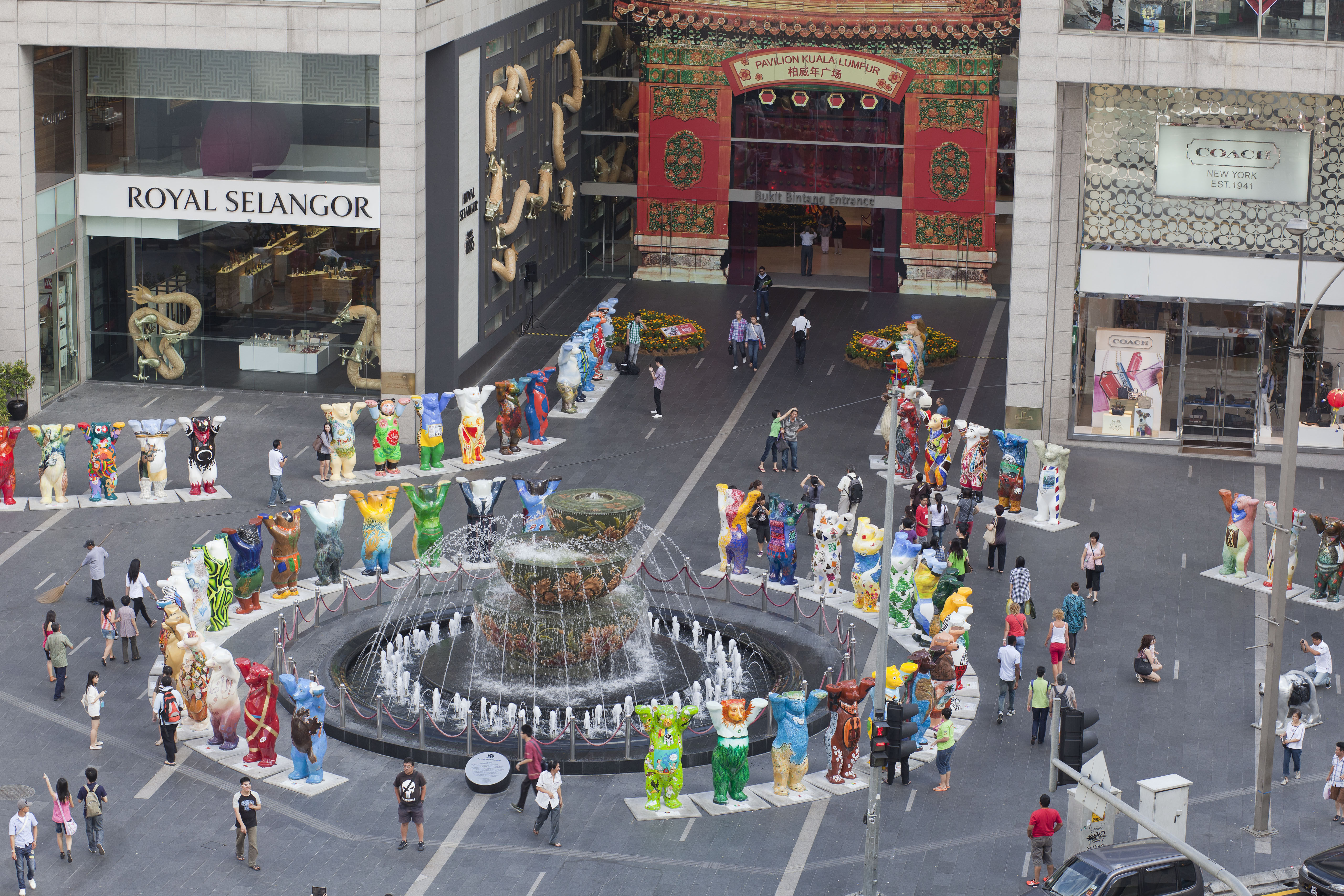
United Buddy Bears
Kuala Lumpur 2012

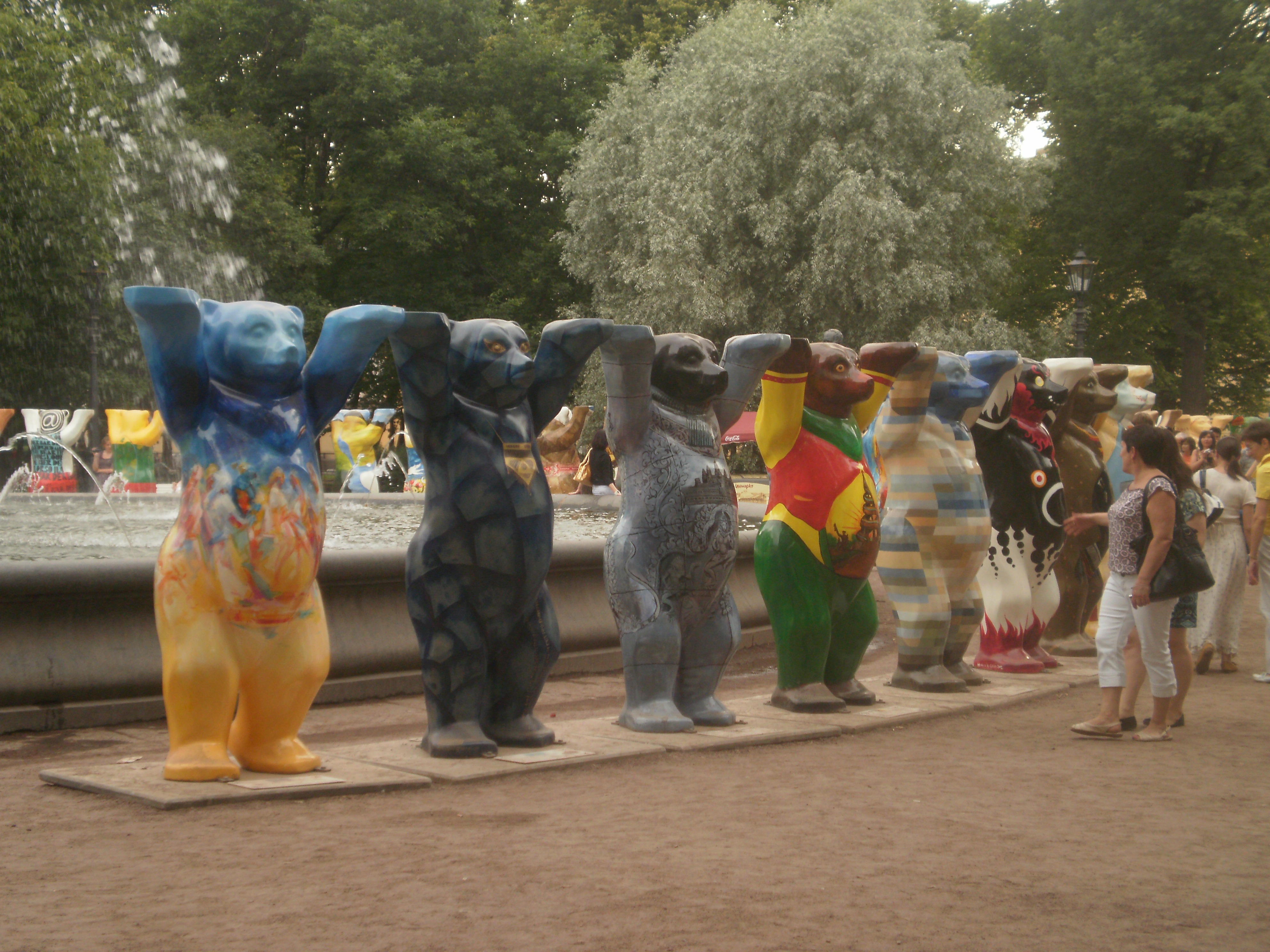
United Buddy Bears
Sankt Petersburg 2012

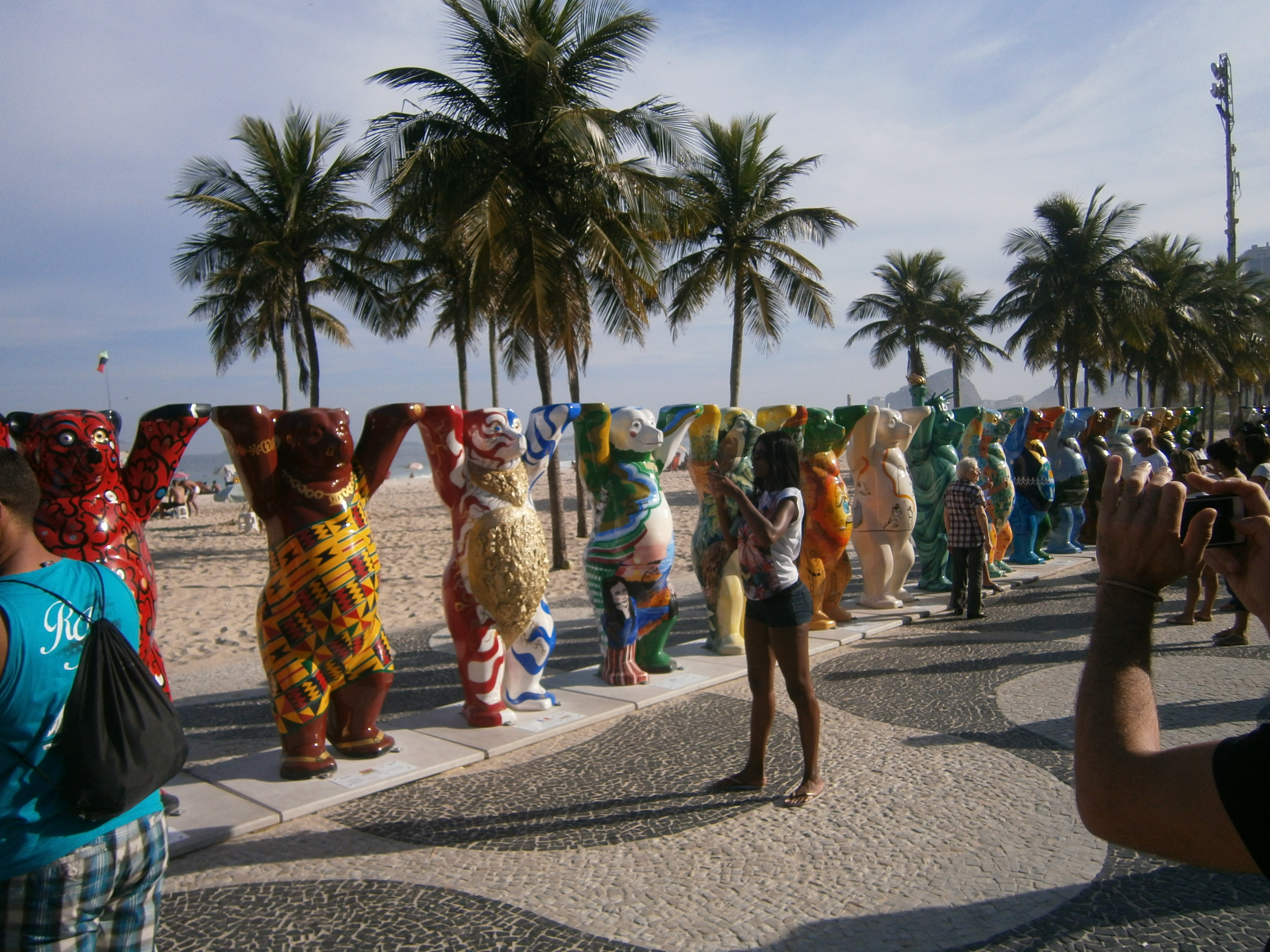
United Buddy Bears
Rio, Copacabana 2014

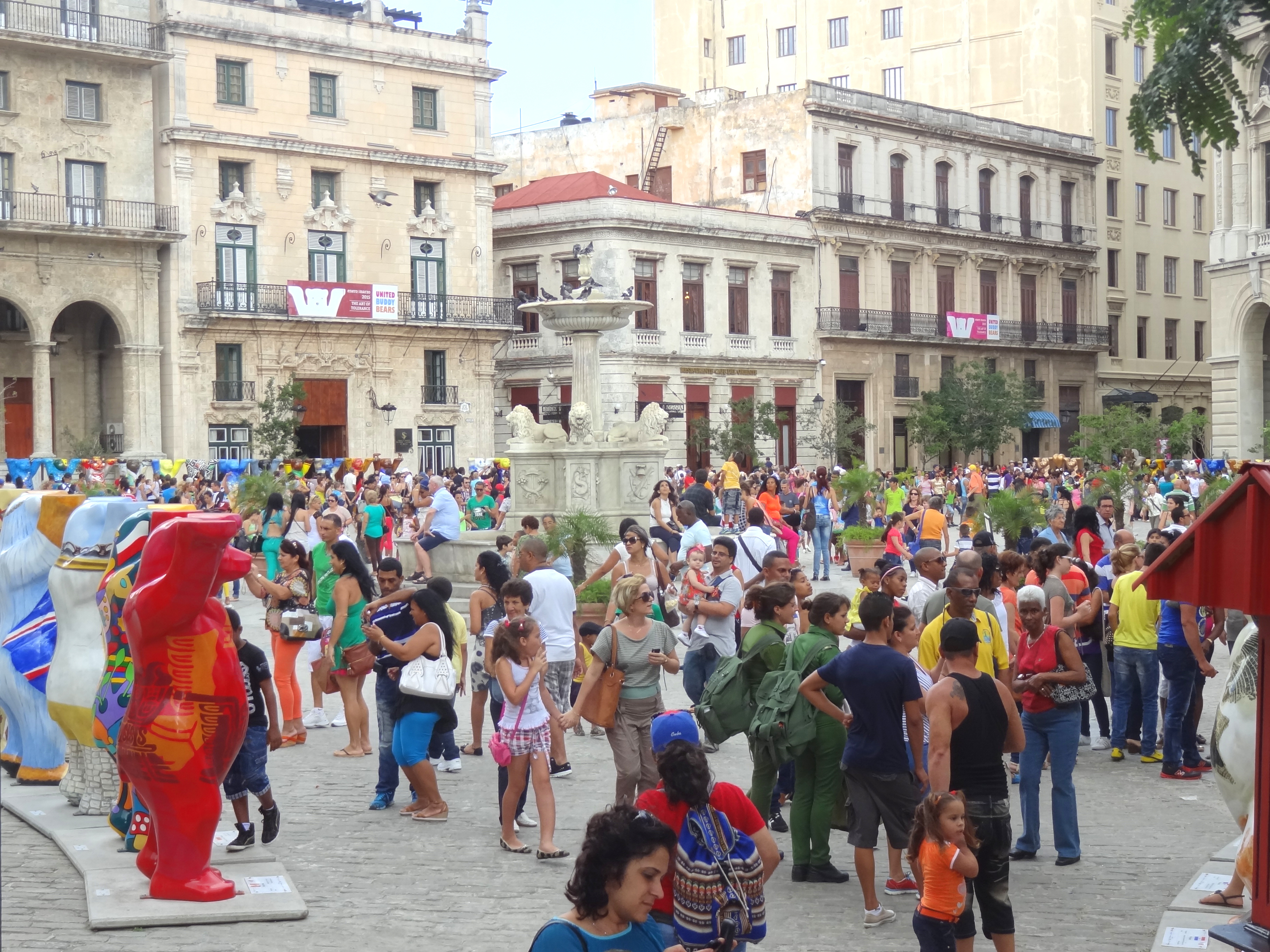
Havanna
Plaza San Francisco de Asís 2015

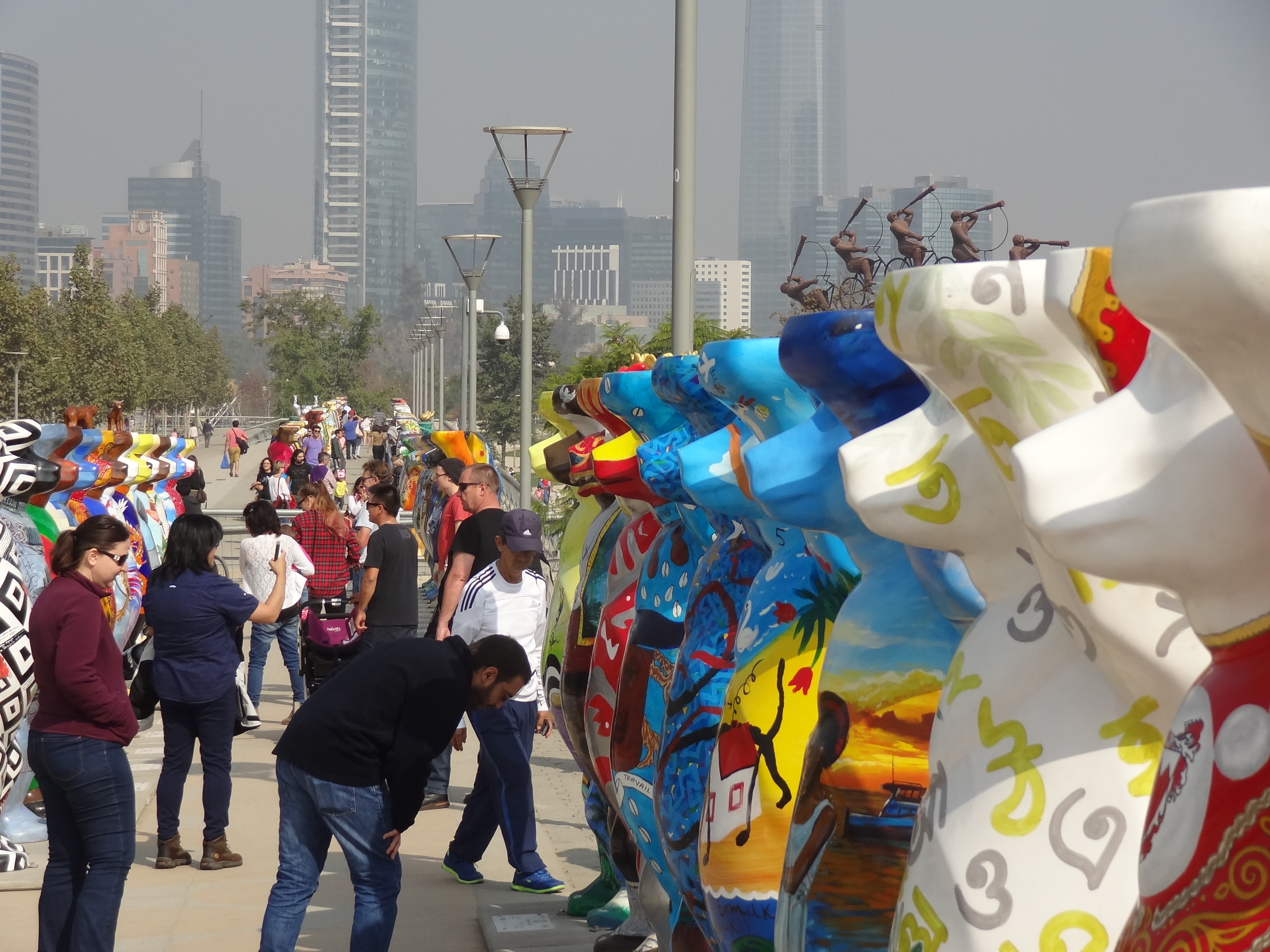
Santiago de Chile
Vitacura 2015

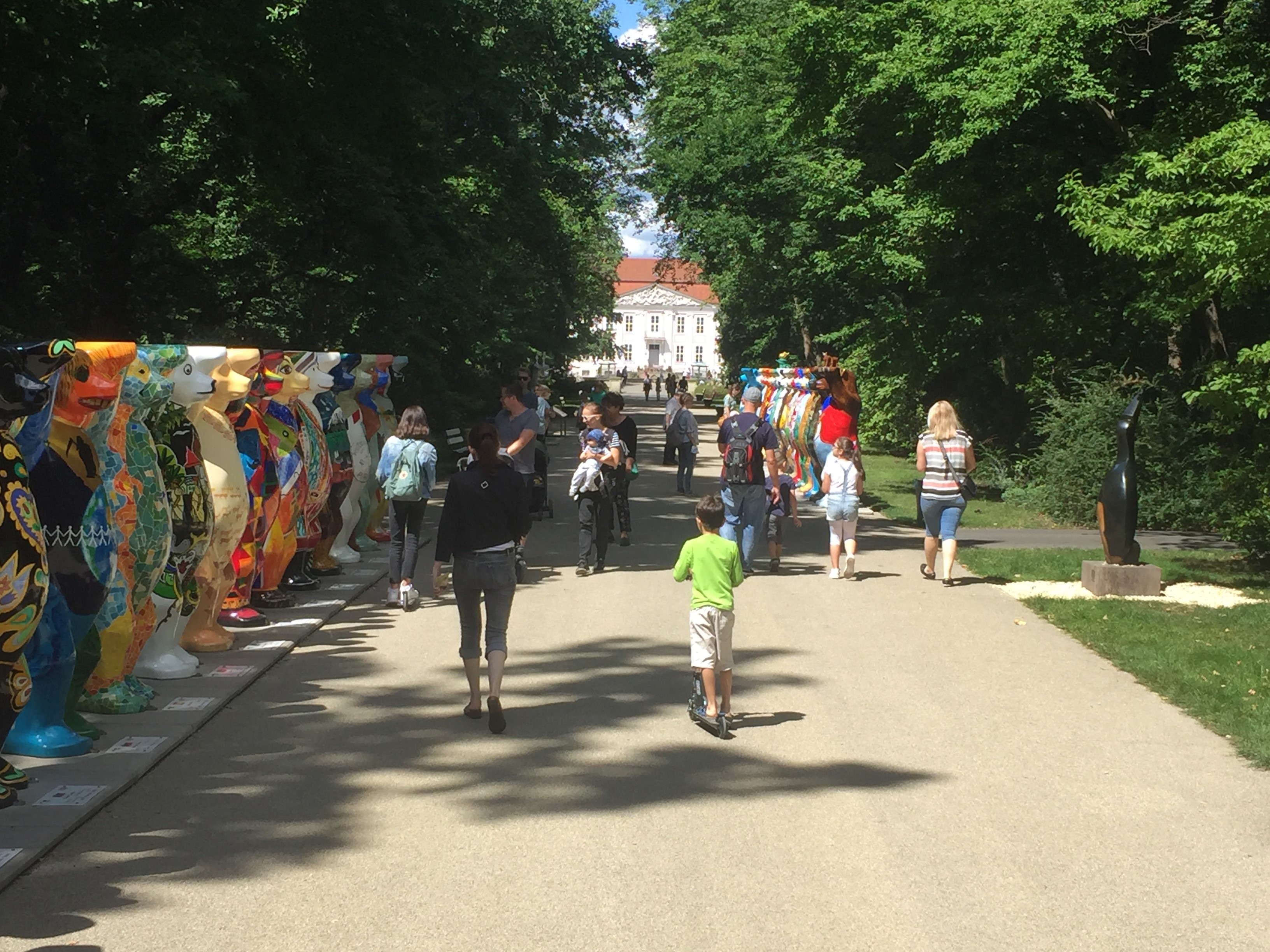
Tierpark Berlin
Friedrichsfelde 2020

United Buddy Bears (kompisbjörnarna) - är ett internationellt konstprojekt, som mer än 150 konstnärer från hela världen har deltagit i. Alla dessa konstnärer har målat sina björnar helt individuellt, typiskt för vars och ens hemland. I glad gemenskap förbinder sig på så vis de internationella konstnärernas olika stilriktningar till ett allkonstverk, som sprider livsglädje. Med hjälp av de mångsidiga, landstypiska utformningarna av björnarna upplever besökarna på utställningarna, som redan har vistats i fyra världsdelar, en resa runt hela världen. 
På sina utställningar propagerar "United Buddy Bears" för en fredlig samexistens. De representerar omkring 150 av de stater som är erkända av FN. Sedan den första utställningen i Berlin 2002 har över 40 miljoner människor i hela världen varit och tittat på björnarna.
Björnarna står fredligt hand i hand och pläderar för tolerans och samförstånd mellan folk, kulturer och religioner. Mottot för "Toleranskonstens utställningar" är: "Vi måste lära känna varandra bättre, för det får oss att förstå varandra bättre, lita mer på varandra och det får oss att kunna leva tillsammans på ett fredligare sätt" (We have to get to know each other better, it makes us understand one another better, trust each other more, and live together more peacefully).
I följande storstäder har utställningen redan kunnat presenteras:
- Tyskland, Berlin – Brandenburger Tor,  2002-2003[1]
- Österrike, Kitzbühel,  2004[2]
- Hongkong, Hongkong – Victoria Park, 2004
- Turkiet, Istanbul – Beyoğlu, 2004/2005
- Japan, Tokyo – Roppongi Hills Mori Tower, 2005
- Sydkorea, Seoul – Olympic Park, 2005
- Australien, Sydney – Opera, 2006[3]
- Tyskland, Berlin – Bebelplatz, 2006[4]
- Österrike, Wien – Karlsplatz, 2006,
- Egypten, Kairo – Zamalek, 2007[5]
- Israel, Jerusalem – Safra Square, 2007[6][7]
- Polen, Warszawa - Plac Zamkowy, 2008[8]
- Tyskland, Stuttgart - Schlossplatz, 2008
- Nordkorea, Pyongyang - Youthpark Moran Hill, 2008[9]
- Argentina, Buenos Aires - Plaza San Martin, 2009
- Uruguay, Montevideo - Plaza Independencia, 2009[10]
- Tyskland, Berlin - Hauptbahnhof, 2009/2010
- Kazakstan, Astana - Bayterek Tower, 2010
- Finland, Helsingfors - Senatstorget, 2010
- Bulgarien, Sofia - St Nedelya, 2011
- Tyskland, Berlin[11] - Kurfürstendamm, 2011
- Malaysia, Kuala Lumpur - Pavilion KL - Jalan Bukit Bitang, 2011/2012
- Indien, New Delhi - Connaught Place, 2012
- Ryssland, Sankt Petersburg[12] - Alexander Garden, 2012
- Frankrike, Paris - Champ de Mars – Eiffeltornet, 2012[13][14]
- Ryssland, Jekaterinburg, 2013
- Brasilien, Rio de Janeiro, 2014[15]
- Kuba, Havanna, 2015[16][17]
- Chile, Santiago de Chile, 2015[18]
- Malaysia, Georg Town (Pinang), 2016
- Tyskland, Berlin – Walter-Benjamin-Platz,  2017-2018[19]
- Lettland, Riga - Domplatsen, 2018[20]
- Guatemala, Guatemala City, 2019[21]
- Tyskland, Tierpark Berlin, 2020-2022

Den svenska konstnären Laila Olofsson har redan formgivit två björnar för sitt land. Den första björnen auktionerades bort till förmån för Unicef, medan den andra har följt med på världsturnén sedan 2004. Tack vare Buddy-Bears-aktiviteterna (gåvor och akutioner) har hittills mer än 2 500 000 Euro kommit in till förmån för Unicef och åtskilliga lokala barnhjälpsorganisationer.

### Särskilda höjdpunkter med en politisk dimension
- 2005 Seoul: I upptakten till utställningen i Sydkorea fick två konstnärer tillstånd att resa från Nordkorea till Tyskland via Beijing för att designa en United Buddy Bear å deras lands vägnar. Det var således möjligt för Nordkorea och Sydkorea att för första gången stå tillsammans "hand-i-hand" under en konstutställning.

- 2007 Jerusalem: Alla arabvärldens länder representerades i cirkeln bestående av 132 nationer, med en palestinsk björn på samma nivå som alla andra björnar, för första gången i Jerusalem, Israel.

- 2008 Pyongyang: Det var den första utställningen i Nordkorea som var tillgänglig och öppen för alla. Enligt officiell information räknades omkring 100 000 besökare varje vecka i Pyongyang.

- 2012 Paris: United Buddy Bears är Berlins och Tysklands ambassadörer. I Frankrike påminde de om att grundstenen för vänskapen mellan Tyskland och Frankrike lades för femtio år sedan i och med undertecknandet av Élysée-fördraget den 22 januari 1963.

- Ban Ki-moon: FN:s generalsekreterare Ban Ki-moon bekräftade i oktober 2007 att utställningarna av United Buddy Bears "visar en hög kreativitet hos konstnärerna som kommer från många olika länder" och därmed "sprider ett budskap om harmoni och fred i världen"[22].

### United Buddy Bears – The Minis
Många av de internationella konstnärerna har också utformat en liten United Buddy Bear (en meter lång) för sitt land. Denna grupp, som kallas The Minis, har ställts ut på många platser i Tyskland, bland annat vid Sony Center i Berlin, på flygplatsen i Frankfurt, i filmparken Babelsberg och i den zoologiska trädgården i Osnabrück, där utställningen invigdes av delstaten Niedersachsens ministerpresident David McAllister. De första utställningarna utanför Tyskland ägde rum 2012 i Bratislava  och i Borås , 2013 i Jekaterinburg.

### Anteckningar
Inträdet till utställningarna är alltid gratis. Detta gör det möjligt för många skolklasser att besöka utställningarna på morgonen - som en del av deras undervisning - för att utforska och lära sig mer om alla fem kontinenters kultur, historia, landskap, ekonomi och musik på ett lekfullt sätt.

## Specialutställning
En United Buddy Bear reste i december 2009 till Paris. Den här björnen, som har utformats av den franska konstnären Bruno di Martino, stod fyra dagar i foajén till "Salon 2009 de la Sociètè des Beaux-Art” i Louvren, en utställning som genomfördes under Frankrikes president Nicolas Sarkozys beskydd.

## Särskilda uppgifter
Schenker AG följer med och stödjer utställningarna av United Buddy Bears i hela världen. Genomförandet av utställningen i Pyongyang (Nordkorea) 2009 innebar en särskild utmaning.